# Prólogo

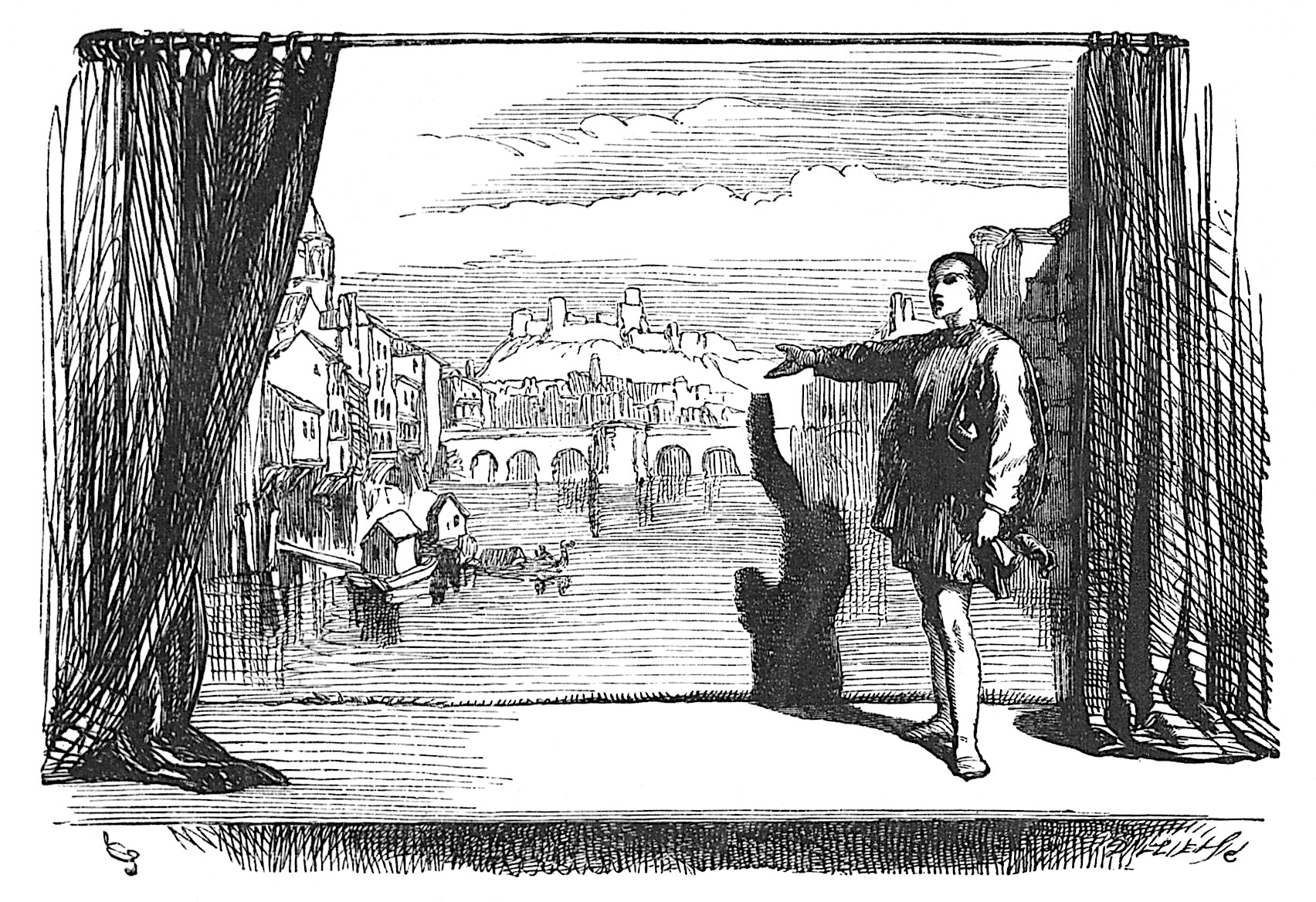
Prólogo de Romeu e Julieta de William Shakespeare

Prólogo (do grego πρόλογος - prólogos, pelo latim prologos, o que se diz antes) é um termo originalmente usado na tragédia grega para a parte anterior à entrada do coro e da orquestra, na qual se enuncia o tema da peça. Tornou-se também sinônimo de prefácio, preâmbulo, proémio, prelúdio e prormônio.
Tornou-se prática comum nas peças dos séculos XVII e XVIII, geralmente em verso. Neste preliminar da representação, um ator ou narrador declamava uma mensagem do dramaturgo ao público, frequentemente tecendo comentários satíricos, solicitando a indulgência dos espectadores em relação aos eventuais defeitos do espectáculo, ou especulando sobre os temas da própria peça. Havia uma familiaridade implícita nesta interpelação, revelando uma identificação social e ideológica com o público, quase exclusivamente aristocrata, especialmente notória no período da Restauração de Carlos II de Inglaterra.
Devido a esta função de apresentação, também na narrativa literária o prólogo passou a denominar um texto que precede ou apresenta uma obra, como por exemplo em Os Contos da Cantuária de Geoffrey Chaucer. Por extensão, a palavra prólogo também passou a designar, por vezes em sentido figurado, um início ou uma apresentação de qualquer tipo (de acção política, competição desportiva, etc.).